# Turpal Bisultanov
Turpal-Ali Alvievich Bisultanov (in russo Tурпал-Али Альвиевич Бисултанов?; 14 ottobre 2001) è un lottatore danese, specializzato nella lotta greco-romana.

## Biografia
È fratello minore del lottatore Rajbek Bisultanov.
Agli europei di Budapest 2022 si è laureato campione continentale nella categoria -87 kg, superando in finale il rumeno Nicu Ojog. Ai Belgrado 2022 ha vinto la medaglia d'argento, dopo essere rimasto sconfitto nella finale contro il serbo Zurabi Datunashvili.
Ha rappresentato la Danimarca ai Giochi olimpici estivi di Parigi 2024, dove è stato estromesso dal tabellone principale degli 87 kg agli ottavi dal Semen Novikov; ai ripescaggi ha superato il georgiano Lasha Gobadze in semifinale e l'ungherese Dávid Losonczi nella finale per il bronzo.

## Palmarès
| Anno | Manifestazione             | Sede       | Evento | Risultato | Note |
| ---- | -------------------------- | ---------- | ------ | --------- | ---- |
| 2017 | Campionati nordici cadetti | Kolding    | 76 kg  | Argento   |      |
| 2017 | Europei cadetti            | Sarajevo   | 76 kg  | 9º        |      |
| 2017 | Mondiali cadetti           | Atene      | 76 kg  | 7º        |      |
| 2018 | Europei cadetti            | Skopje     | 80 kg  | 20º       |      |
| 2018 | Campionati nordici junior  | Kajaani    | 82 kg  | Bronzo    |      |
| 2018 | Campionati nordici cadetti | Kajaani    | 80 kg  | Oro       |      |
| 2018 | Mondiali cadetti           | Zagabria   | 80 kg  | Bronzo    |      |
| 2019 | Campionati nordici junior  | Daugavpils | 87 kg  | 6º        |      |
| 2019 | Mondiali U23               | Budapest   | 87 kg  | 19º       |      |
| 2021 | Europei junior             | Dortmund   | 87 kg  | Oro       |      |
| 2021 | Campionati nordici         | Herning    | 87 kg  | Oro       |      |
| 2021 | Mondiali                   | Oslo       | 87 kg  | 5º        |      |
| 2022 | Europei U23                | Plovdiv    | 87 kg  | Argento   |      |
| 2022 | Europei                    | Budapest   | 87 kg  | Oro       |      |
| 2022 | Mondiali                   | Belgrado   | kg     | Argento   |      |
| 2023 | Europei U23                | Bucarest   | 87 kg  | Argento   |      |
| 2023 | Europei                    | Zagabria   | 87 kg  | 15º       |      |
| 2024 | Giochi olimpici            | Parigi     | 87 kg  | Bronzo    |      |
| 2024 | Mondiali U23               | Tirana     | 87 kg  | 24º       |      |